# Victoria (Kolumbia)
Victoria – miasto w Kolumbii, w departamencie Caldas.